# Balakrishnapuram
Balakrishnapuram is een panchayatdorp in het district Dindigul van de Indiase staat Tamil Nadu. 

## Demografie
Volgens de Indiase volkstelling van 2001 wonen er 19.661 mensen in Balakrishnapuram, waarvan 51% mannelijk en 49% vrouwelijk is. De plaats heeft een alfabetiseringsgraad van 74%. 